# (23217) Nayana
(23217) Nayana est un astéroïde de la ceinture principale d'astéroïdes.

## Description
(23217) Nayana est un astéroïde de la ceinture principale d'astéroïdes. Il fut découvert le 25 octobre 2000 à Socorro (Nouveau-Mexique) par le projet LINEAR. Il présente une orbite caractérisée par un demi-grand axe de 2,28 UA, une excentricité de 0,10 et une inclinaison de 4,7° par rapport à l'écliptique.

## Compléments